# Sporting Clube Olhanense 2009-2010
Questa voce raccoglie le informazioni riguardanti lo Sporting Clube Olhanense nelle competizioni ufficiali della stagione 2009-2010.

## Rosa
Fonte:
| N. |                         | Ruolo | Calciatore       |
| -- | ----------------------- | ----- | ---------------- |
|    | Portogallo (bandiera)   | P     | Bruno Veríssimo  |
|    | Mozambico (bandiera)    | P     | Ricardo Campos   |
|    | Portogallo (bandiera)   | P     | Ricardo Ferreira |
|    | Portogallo (bandiera)   | P     | Ventura          |
|    | Brasile (bandiera)      | D     | Anselmo          |
|    | Portogallo (bandiera)   | D     | Carlos Fernandes |
|    | Brasile (bandiera)      | D     | Éder Baiano      |
|    | Portogallo (bandiera)   | D     | João Gonçalves   |
|    | Brasile (bandiera)      | D     | Lionn            |
|    | Portogallo (bandiera)   | D     | Miguel Ângelo    |
|    | Brasile (bandiera)      | D     | Sandro           |
|    | Burkina Faso (bandiera) | D     | Stéphane         |
|    | Portogallo (bandiera)   | D     | Tengarrinha      |
|    | Portogallo (bandiera)   | C     | Castro           |

| N. |                       | Ruolo | Calciatore       |
| -- | --------------------- | ----- | ---------------- |
|    | Brasile (bandiera)    | C     | Delson           |
|    | Argentina (bandiera)  | C     | Juan Pietravallo |
|    | Portogallo (bandiera) | A     | Rui Baião        |
|    | Portogallo (bandiera) | C     | Rui Duarte       |
|    | Brasile (bandiera)    | A     | Djalmir          |
|    | Brasile (bandiera)    | A     | Guga             |
|    | Indonesia (bandiera)  | A     | Greg Nwokolo     |
|    | Portogallo (bandiera) | A     | Paulo Sérgio     |
|    | Portogallo (bandiera) | A     | Rabiola          |
|    | Capo Verde (bandiera) | A     | Toy              |
|    | Portogallo (bandiera) | A     | Ukra             |
|    | Portogallo (bandiera) | A     | Yazalde          |
|    | Portogallo (bandiera) | A     | Zequinha         |